# Althofen
Althofen (słoweń. Stari Dvor) – miasto uzdrowiskowe w Austrii, w kraju związkowym Karyntia, w powiecie Sankt Veit an der Glan. Według Austriackiego Urzędu Statystycznego liczyło 4618 mieszkańców (1 stycznia 2015).

## Współpraca
Miejscowości partnerskie:
- Gradisca d’Isonzo, Włochy
- Tamm, Niemcy